# 16-я сессия Комитета всемирного наследия ЮНЕСКО

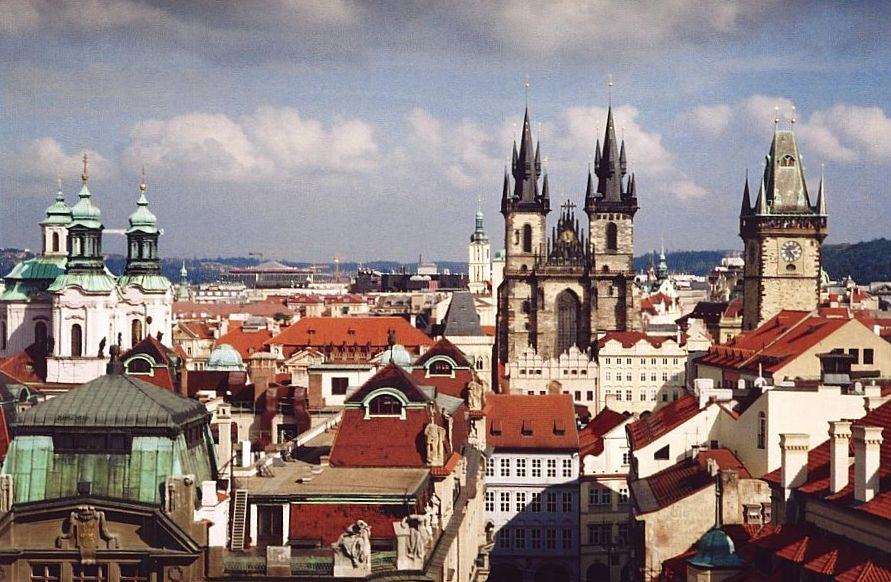
Исторический центр Праги

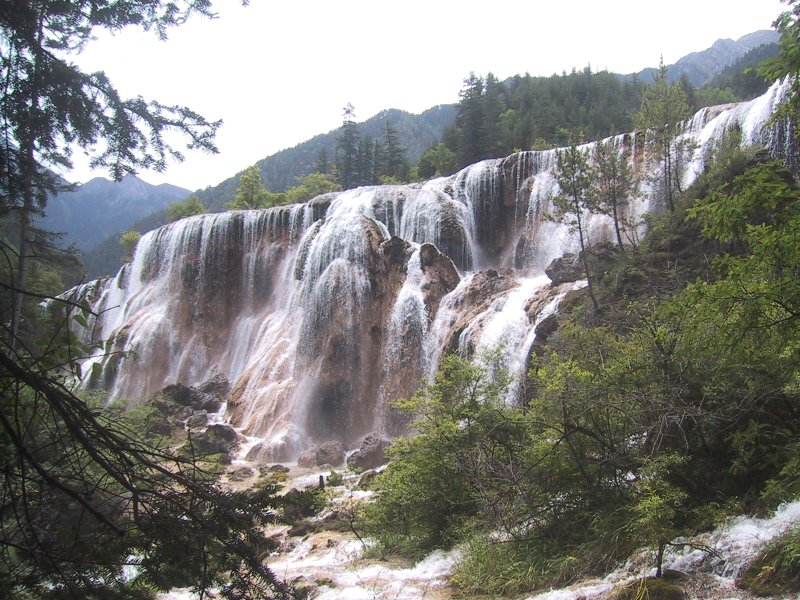
Цзючжайгоу

16-я сессия Комитета всемирного наследия ЮНЕСКО проходила с 7 по 14 декабря 1992 года, в Санта-Фе, США. Было подано 20 объектов в список всемирного наследия ЮНЕСКО. 16 объекта культурного наследия и 4 природного наследия. Таким образом, общее число регистраций достигло 378 (276 культурного наследия, 15 смешанных и 87 природных описания наследия).

## Объекты, внесённые в список всемирного наследия

### Культурное наследие
Албания: Древний город Бутринти
Алжир: Касба (старая часть) города Алжира
Германия: Раммельсберг, исторический центр Гослар и Гидравлическая система Верхний Гарц
Греция: Пифагорея и храм Геры на острове Самос
Камбоджа: Ангкор (также добавлен в красный список)
Мексика: Доиспанский город Эль-Тахин
Польша: Старая часть города Замосць
Россия: Великий Новгород и прилегающая территория
Россия: Культурный и исторический ансамбль Соловецкие острова
Россия: Белокаменные памятники Владимира и Суздаля
США: Таос-Пуэбло
Таиланд: Археологические раскопки Банчианг
Франция: Буржский собор
Чехия: Исторический центр Праги
Чехия: Исторический центр Чески-Крумлов
Чехия: Исторический центр Тельч

### Природное наследие
Австралия: Остров Фрейзера
Китай: Пейзажная достопримечательная зона Цзючжайгоу
Китай: Пейзажная достопримечательная зона Хуанлун
Китай: Пейзажная достопримечательная зона Улинъюань

### Расширены
Австралия: Какаду (Первоначально признан Смешанным наследием в 1981 году, впервые была расширена в 1987 году)
Германия: Дворцы и парки Потсдама и Берлина (первоначально признан в качестве Культурного наследия в 1990 году, расширена за счёт включения замк Искупителя Церковь и Сэкроу)
Канада / США: Клуэйн / Рангел-Сент-Элайас / Глейшер-Бей (Первоначально признан Природным наследием в 1979 году, добавлен Глейшер-Бей)
Польша / Белоруссия: Беловежская пуща (первоначально был признан Природным наследием в 1979 году)
Перу: Национальный парк Рио-Абисео (Первоначально признан Природным наследием в 1990 году, расширен и в настоящее время признаётся в качестве Смешанного наследия)
Мальта: Мегалитические храмы Мальты (признан первоначально в качестве Культурного наследия в 1980 году)

### Убраны из Красного списка
Гарамба в Демократической Республике Конго

### Добавлены в Красный список
Гвинея / Кот-д’Ивуар: Природный резерват Нимба
Нигер: Природный резерват Аир (плато) и Тенере
Плитвицкие озёра в Хорватии
Природный заповедник Сребырна в Болгарии
Ангкор, Камбоджа
Национальный парк Сангай в Эквадоре
Манас (национальный парк) в Индии